# Francisco Javier Hernández Coarasa
Francisco Javier Hernández Coarasa (Barcelona, 30 de enero de 2004) más conocido como Javi Hernández, es un futbolista español que juega como mediapunta y su equipo es la Sociedad Deportiva Huesca de la Segunda División de España, cedido por el R. C. D. Espanyol.

## Carrera
Javi Hernández comenzó su carrera las categorías inferiores del  Sant Gabriel ( club de donde han salido recientes talentos como sergi Domínguez, Gerard Martín, Balde etc.) posteriormente fue captado por el  Club de Fútbol Damm y en 2018, con apenas 14 años firmó por el RCD Espanyol para formar parte del cadete "B". Javi iría quemando etapas en el conjunto españolista y en la temporada 2022-23, forma parte de la plantilla del R. C. D. Espanyol "B".
En la temporada 2023-24, fue el máximo goleador del filial al anotar 12 goles en 31 partidos en Segunda Federación.
El 13 de agosto de 2024, es renovado por el conjunto perico hasta 2028 y posteriormente fue cedido a la Sociedad Deportiva Huesca de la Segunda División de España.